# Port Campbell nationalpark
Port Campbell nationalpark ligger den australiensiska delstaten Victoria cirka 200 km sydväst om Melbourne. Erosionen av klipporna vid havet skapade här ett grandiost naturlandskap. Särskilt utmärkande är nio stenpelare i havet som fick namnet Twelve Apostles ("De tolv apostlar"). Nationalparken är uppkallad efter den skotske valfångaren Alexander Campbell.

## Geologi
För 20 till 10 miljoner år sedan låg regionen under havsytan och resterna av olika havsdjur skapade ett täcke av kalksten. Havet drog sig tillbaka och materialet hamnade över vattenytan. Vattenvågor och tidvatten skapade klippor som vid vissa ställen är 70 meter höga. Hela området fylldes med kanjon, stenpelare, öar och naturliga broar. Då erosionen inte upphör förändras nationalparken hela tiden.

## Flora och fauna
Vegetationen består främst av enkelt buskland. Av de sex endemiska växtarterna kan nämnas orkidéer av släktena Thelymitra och Caladenia. Här lever punggrävlingar, pungspetsekorrar och myrpiggsvin. Typiska fåglar för nationalparken är egentliga falkar, honungsätare, tärnor, albatrosser och petrellfåglar. Pingviner som lever i havet kommer under skymningen till stranden. På vattnet simmar pelikaner, ankor, hägrar och svart svan. En endemisk art från släktet skarvar är svartmaskad skarv (Phalacrocorax fuscescens).